# 309-та піхотна дивізія (Третій Рейх)
309-та піхотна дивізія (Третій Рейх) (нім. 309. Infanterie-Division) — піхотна дивізія Вермахту, що входила до складу німецьких сухопутних військ у роки Другої світової війни.

## Історія
309-та піхотна дивізія сформована 1 лютого 1945 року на навчальному центрі навчальному центрі Деберіц з двох полків 166-ї резервної дивізії, яка тривалий час виконувала окупаційні функції на території окупованої Данії, вартового полку «Гроссдойчланд» і деяких менших частин. Але вже 7 лютого 1945 року її перейменували на піхотну дивізію «Берлін».

## Райони бойових дій
- Німеччина (лютий 1945).

## Командування

### Командири
- Генерал-майор Генріх Фойчбергер (нім. Heinrich Voigtsberger) (1 — 7 лютого 1945)

### Підпорядкованість
| Час   | Корпус | Армія      | Група армій (округ) | Штаб    |
| ----- | ------ | ---------- | ------------------- | ------- |
| 1945  |        |            |                     |         |
| лютий | CI ак  | 9-та армія | Група армій «Вісла» | Кюстрин |

## Склад
| 1 лютого                           |
| ---------------------------------- |
| Полк охорони «Гроссдойчланд»       |
| 652-й гренадерський полк           |
| 653-й гренадерський полк           |
| 309-й фузілерний батальйон         |
| 309-й артилерійський полк          |
| 200-й протитанковий загін          |
| 309-й інженерний батальйон         |
| 309-й дивізійний батальйон зв'язку |
| 309-й полк забезпечення            |